# Donji Zbilj
Donji Zbilj falu Horvátországban Krapina-Zagorje megyében. Közigazgatásilag Desinićhez tartozik.

## Fekvése
Krapinától 13 km-re délnyugatra, községközpontjától 6 km-re délkeletre a Horvát Zagorje északnyugati részén fekszik.

## Története
A településnek 1857-ben 288, 1910-ben 627 lakosa volt. Trianonig Varasd vármegye Pregradai járásához tartozott. A településnek 2001-ben 167 lakosa volt.

## Külső hivatkozások
Desinić község hivatalos oldala